# Atira Mons
L'Atira Mons è una struttura geologica della superficie di Venere.